# Johanna Svanborg
Ulrika Johanna Maria Svanborg, född den 29 augusti 1973 på Gotland, är en svensk författare som skriver både barnböcker och kriminalböcker. Hennes debutverk Skalets röda strimma är en thriller som släpptes på Rondo på Klintehamn. Hennes debut blev populär lokalt på Gotland, vilket sedermera ledde till att den rikstäckande matvarukedjan Maxi började sälja boken. Hennes debutverk är översatt till både engelska The crimson tear och tyska Der blutrote Riss och har sålts i över 10 000 exemplar. Numera är även både barn- och pekböcker inkluderat i hennes bibliografi och en längre bokserie är planerad.  

## Biografi
Johanna Svanborg har arbetat som butiksägare inom klädbranschen. Hennes debutverk, Skalets röda strimma, blev klar för utgivning år 2016. Efter boksläppet som skedde på Rondo i Klintehamn satte sig Johanna Svanborg i bilen och körde Gotland runt. Hon besökte varenda butik, restaurang, presentbod, camping och till och med Gotlandsfärjan och frågade om de ville sälja hennes bok. Av 78 tillfrågade så sa hela 76 ja. Samma år fick hon beskedet att matvarukedjan Ica Maxi ville ta in och sälja boken. Under början av 2017 skrev Johanna Svanborg kontrakt med Storytels förlag Storyside och i början på sommaren 2017 släpptes ljudboken av Skalets röda strimma. Ljudboken är inläst av Susanne Alfvengren.

## Verk

### Ljudböcker
- Svanborg, Johanna (2016). Skalets röda strimma. Visby: Storyside Förlag. ISBN 9789177613176

### Webbkällor
- http://bokbloggerskan.blogspot.com/2019/05/varen-johanna-svanborg-och-jenni.html
- https://web.archive.org/web/20190806035547/https://www.gotlandartweek.se/2018/04/09/johanna-svanborg/
- https://www.xn--frfattare-07a.se/namn/johanna-svanborg
- http://stenstugu.com/wp/skalets-roda-strimma/